# Total Xanarchy
Total Xanarchy – debiutancki album studyjny amerykańskiego rapera Lil Xana, wydany 6 kwietnia 2018 roku w nakładzie wytwórni muzycznej Columbia Records.
Na albumie gościnnie wystąpili: Charli XCX, YG, 2 Chainz, Diplo, Yo Gotti, Rich the Kid oraz $teven Cannon.

## Tło
Początkowo album miał być nazwany No Love, nazwa pochodziła od tytułu singla o tej samej nazwie. Ostatecznie tytuł zmieniono, gdy kierownictwo rapera zdecydowało nie umieszczać utworu na albumie. Debiut został zapowiedziano na 17 marca 2018, jednak premiera się opóźniła.
15 marca 2018 okładka albumu oraz data wydania zostały oficjalnie ujawnione przez Instagram story rapera.

## Promocja

### Single
Album promowało łącznie pięć singli. Pierwszy z nich zatytułowany "Slingshot", został wydany 2 kwietnia 2017, teledysk do utworu w reżyserii JP wypuszczono za pośrednictwem platformy YouTube 22 listopada 2017. Drugi singiel "Betrayed" wydano 20 lipca 2017, natomiast teledysk do niego wyreżyserowany przez Cola Bennetta wypuszczono 28 sierpnia 2017 roku. Klip do utworu uzyskał ponad 300 mln wyświetleń na Youtube, a w listopadzie 2022 roku utwór zdobył w Polsce certyfikat złotego singla, sprzedając ponad 25 000 kopii. "Betrayed" zadebiutowało również na 67. miejscu amerykańskiej listy przebojów Hot 100, magazynu Billboard. Trzeci singiel "Far" został wypuszczony 3 listopada 2017, teledysk do utworu został opublikowany na YouTube 31 października 2017. Czwarty singiel zatytułowany "Wake Up" wypuszczono 27 grudnia 2017, singiel doczekał się teledysku w reżyserii Cola Bennetta, który został wydany na YouTube, 30 grudnia 2017. Ostatnim, piątym singlem promującym album był "Color Blind", nagrany w kolaboracji z amerykańskim producentem muzycznym - Diplo. Klip do utworu pojawił się na YouTube 10 kwietnia 2018 i zdobył ponad 150 mln wyświetleń.

### Trasa koncertowa
W grudniu 2017, Lil Xan zapowiedział trasę koncertową nazwaną Total Xanarchy Tour, mającą promować jego debiutancki album. Trasa obejmowała wyłącznie miasta Stanów Zjednoczonych, pierwszy koncert odbył się 25 stycznia 2018 w Vancouver, w klubie nocnym Venue, natomiast ostatni 31 marca 2018 w Sayreville, w lokalu Starland Ballroom.
| Data              | Miasto            | Lokal                  |
| Stany Zjednoczone | Stany Zjednoczone | Stany Zjednoczone      |
| ----------------- | ----------------- | ---------------------- |
| 25 stycznia 2018  | Vancouver         | Venue Nightclub        |
| 26 stycznia 2018  | Seattle           | Neumos                 |
| 27 stycznia 2018  | Portland          | Hawthorne Theatre      |
| 31 stycznia 2018  | Berkeley          | Cornerstone            |
| 1 lutego 2018     | Santa Cruz        | The Catalyst           |
| 2 lutego 2018     | Fresno            | Strummers              |
| 8 lutego 2018     | Mesa              | Club Red               |
| 10 lutego 2018    | Albuquerque       | Sunshine Building      |
| 11 lutego 2018    | Denver            | Cervantes Otherside    |
| 13 lutego 2018    | Lawrence          | Granada Theater        |
| 14 lutego 2018    | Des Moines        | Wooly's                |
| 15 lutego 2018    | Minneapolis       | The Cabooze            |
| 17 lutego 2018    | St. Louis         | The Ready Room         |
| 18 lutego 2018    | Omaha             | Waiting Room           |
| 21 lutego 2018    | Chicago           | Lincoln Hall           |
| 23 lutego 2018    | Cleveland         | The Grog Shop          |
| 24 lutego 2018    | Detroit           | El Club                |
| 25 lutego 2018    | Toronto           | The Mod Club Theatre   |
| 1 marca 2018      | Boston            | Middle East Downstairs |
| 2 marca 2018      | New York City     | Highline Ballroom      |
| 3 marca 2018      | Philadelphia      | Coda                   |
| 4 marca 2018      | Washington        | U Street Music Hall    |
| 6 marca 2018      | Atlanta           | Masquerade Hall        |
| 21 marca 2018     | Los Angeles       | The Novo               |
| 22 marca 2018     | Santa Ana         | Observatory            |
| 23 marca 2018     | Las Vegas         | Brooklyn Bowl          |
| 25 marca 2018     | San Diego         | House of Blues         |
| 30 marca 2018     | Brooklyn          | Brooklyn Steel         |
| 31 marca 2018     | Sayreville        | Starland Ballroom      |

## Odbiór
Album spotkał się z mieszanymi recenzjami krytyków. W serwisie Metacritic przyznano mu ocenę 49 na 100 na podstawie siedmiu recenzji, natomiast na portalu Album of the Year album uzyskał ocenę 51 na 100 na podstawie siedmiu recenzji krytyków.

## Lista utworów
Opracowano na podstawie materiałów źródłowych.
| Total Xanarchy – Wersja standardowa | Total Xanarchy – Wersja standardowa       | Total Xanarchy – Wersja standardowa                                                    | Total Xanarchy – Wersja standardowa           | Total Xanarchy – Wersja standardowa |
| Nr                                  | Tytuł utworu                              | Słowa                                                                                  | Muzyka                                        | Długość                             |
| ----------------------------------- | ----------------------------------------- | -------------------------------------------------------------------------------------- | --------------------------------------------- | ----------------------------------- |
| 1.                                  | „Who I Am”                                | Diego Leanos, Adrian Bruesch                                                           | Bobby Johnson                                 | 2:36                                |
| 2.                                  | „Wake Up”                                 | Leanos, Miguel Curtidor, Dilip Vankatesh                                               | Danny Wolf, Dilip                             | 2:11                                |
| 3.                                  | „Tick Tock” (oraz 2 Chainz)               | Leanos, Tauheed Epps, Ronald Spencer                                                   | Ronny J                                       | 2:35                                |
| 4.                                  | „Diamonds”                                | Leanos, Matthey Day                                                                    | DJ Fu, Postman                                | 2:53                                |
| 5.                                  | „The Man” (oraz $teven Cannon)            | Leanos, Steven Scruggs, Day, Curtidor                                                  | DJ Fu, Danny Wolf                             | 2:59                                |
| 6.                                  | „Saved by the Bell”                       | Leanos, Larry Griffin, Jr., Maurice Nichols, Joshua Brennan, Christopher Allen         | S1, Lonestarrmuzik, Oshi, Krs.                | 3:00                                |
| 7.                                  | „Monlight” (oraz Charli XCX)              | Leanos, Day, Robert Mandell, Charlotte Aitchison                                       | DJ Fu, G Koop                                 | 3:31                                |
| 8.                                  | „Shine hard” (oraz Rae Sremmurd)          | Leanos, Khalif Brown, Aaquil Brown, Day, Matthaus Fetti                                | DJ Fu, Tayo                                   | 3:57                                |
| 9.                                  | „Round here” (oraz YG)                    | Leanos, Keenon Jackson, Day                                                            | DJ Fu, Postman, KanielTheOne                  | 3:11                                |
| 10.                                 | „Basically”                               | Leanos, Bruesch                                                                        | Bobby Johnson                                 | 1:46                                |
| 11.                                 | „Deceived”                                | Leanos, Bruesch                                                                        | Bobby Johnson                                 | 2:04                                |
| 12.                                 | „Betrayed”                                | Leanos, Bruesch                                                                        | Bobby Johnson                                 | 3:08                                |
| 13.                                 | „Slingshot”                               | Leanos, Bruesch                                                                        | Bobby Johnson                                 | 1:29                                |
| 14.                                 | „Far”                                     | Leanos, Day, Jonathan Martinez, Aris Ray                                               | DJ Fu, Young God                              | 2:22                                |
| 15.                                 | „Color Blind” (Diplo oraz Lil Xan)        | Leanos, Maxime Picard, Clément Picard, Joseph Mount, Boaz de Jong, Thomas Wesley Pentz | Diplo, The Picard Brothers, Boaz van de Beatz | 2:56                                |
| 16.                                 | „Monlight” (oraz Yo Gotti i Rich the Kid) | Leanos, Bruesch, Mario Sentell Giden Mims, Dimitri Roger                               | Bobby Johnson                                 | 3:17                                |
|                                     |                                           |                                                                                        |                                               | 43:55                               |

## Notowania
| Kraj              | Lista (2018)            | Najwyższa pozycja |
| ----------------- | ----------------------- | ----------------- |
| Nowa Zelandia     | RIANZ Heatseeker Albums | 6                 |
| Stany Zjednoczone | Billboard 200           | 10                |

## Certyfikaty i sprzedaż
| Kraj                  | Certyfikat  | Sprzedaż |
| --------------------- | ----------- | -------- |
| Kanada (Music Canada) | złota płyta | 40 000+  |
| Nowa Zelandia (RIANZ) | złota płyta | 7 500+   |

## Link zewnętrzny
- Okładka